# Robert Gustav Schram
Robert Gustav Schram, född 18 januari 1850 i Lemberg, död 23 december 1923 i Wien, var en österrikisk astronom och geodet.
Schram studerade i Wien och blev 1872 assistent vid observatoriet i Genève. Han flyttade 1873 till Wien, där han blev Theodor von Oppolzers assistent vid den österrikiska gradmätningen och efter dennes död 1887 dess ledare. Vid sidan av sitt arbete med gradmätningen, framlagd i 14 band, utgivna 1889-1907 tillsammans med Edmund Weiss, publicerade Schram i facktidskrifter talrika mindre meddelanden av kronologiskt innehåll. Av hans större publikationer kan nämnas Hilfstafeln für Chronologie (1883), ny utgåva under titeln Kalendariographische und chronologische Tafeln (1908).
Som Oppolzers assistent arbetade han en del med beräkningar av solförmörkelser och utgav Tafeln zur Berechnung der näheren Umstände der Sonnenfinsternisse (1866), Reduktionstafeln für den Oppolzer'schen Finsterniss Canon (1889), Eclipses of the Sun in India (1896). Efter Oppolzers död fullbordade och utgav Schram dennes arbete "Zum Entwurf einer Mondtheorie gehörende Entwickelung der Differentialquotienten" (1887).

## Fotnoter
1. 1 2  läs online, www.zobodat.at .[källa från Wikidata]